# 馬湖府
馬湖府（ばこふ）は、中国にかつて存在した府。明代から清代にかけて、現在の四川省屏山県一帯に設置された。

## 概要
1371年（洪武4年）、明により馬湖路は馬湖府と改められた。馬湖府は四川省に属し、泥渓長官司・平夷長官司・蛮夷長官司・沐川長官司・雷坡長官司の5長官司を管轄した。安氏が土司として知府を世襲した。1495年（弘治8年）、改土帰流により馬湖府は流官の統治するところとなった。1589年（万暦17年）、泥渓長官司は屏山県と改められた。
1728年（雍正6年）、清により馬湖府は廃止され、その領域は叙州府に編入された。